# Шюкрю Ерсой
Шюкрю Ерсой (тур. Şükrü Ersoy, нар. 14 січня 1931, Стамбул) — турецький футболіст, що грав на позиції воротаря. По завершенні ігрової кар'єри — тренер.
Виступав, зокрема, за клуб «Фенербахче», а також національну збірну Туреччини.
Дворазовий чемпіон Туреччини. Дворазовий володар Кубка Туреччини (як тренер).

## Клубна кар'єра
У дорослому футболі дебютував 1949 року виступами за команду клубу «Вефаспор», в якій провів чотири сезони, взявши участь у 35 матчах чемпіонату. 
Протягом 1953—1954 років захищав кольори команди клубу «Анкарагюджю».
Своєю грою за останню команду привернув увагу представників тренерського штабу клубу «Фенербахче», до складу якого приєднався 1954 року. Відіграв за стамбульську команду наступні вісім сезонів своєї ігрової кар'єри. За цей час двічі виборював титул чемпіона Туреччини.
Завершив професійну ігрову кар'єру у клубі «Аустрія» (Зальцбург), за команду якого виступав протягом 1962—1964 років.

## Виступи за збірну
У 1950 році дебютував в офіційних матчах у складі національної збірної Туреччини. Протягом кар'єри у національній команді, яка тривала 8 років, провів у формі головної команди країни 8 матчів.
У складі збірної був учасником чемпіонату світу 1954 року у Швейцарії.

## Кар'єра тренера
Розпочав тренерську кар'єру, повернувшись до футболу після тривалої перерви, 1975 року, очоливши тренерський штаб клубу «Трабзонспор».
У 1979 році став головним тренером команди «Фенербахче», тренував стамбульську команду один рік.
Протягом тренерської кар'єри також очолював команду клубу «Денізліспор».
Наразі останнім місцем тренерської роботи був клуб «Алтай», головним тренером команди якого Шюкрю Ерсой був протягом 1980 року.

## Титули і досягнення

### Як гравця
- Чемпіон Туреччини (2):

«Фенербахче»: 1959, 1960-1961

### Як тренера
- Володар Кубка Туреччини (2):

«Фенербахче»: 1978-1979
«Алтай»: 1979-1980